# Luchthaven Svalbard Longyear
Luchthaven Svalbard Longyear is een vliegveld in Longyearbyen op Spitsbergen. Het is het meest noordelijke publieke vliegveld ter wereld en heeft een startbaan van 2483 meter. Luchthaven Svalbard Longyear is opgericht in 1973. Daarvoor was in de buurt een kleiner vliegveld, dat werd gesloopt, omdat er een paar maanden per jaar waren waarbij er geen vliegtuigen konden landen en opstijgen door de winterse omstandigheden. Luchthaven Svalbard Longyear is nu eigendom van Avinor.
De luchthaven ligt langs de baai Adventfjorden.

## Vluchten
In 2011 verwerkte luchthaven Svalbard Longyear 126.350 passagiers en 815 ton aan goederen. Er zijn twee luchtvaartmaatschappijen die vluchten uitvoeren van of naar het vliegveld, namelijk Scandinavian Airlines, Norwegian en Lufttransport. Scandinavian Airlines heeft dagelijks een vlucht naar Tromsø en een vlucht naar Oslo. Lufttransport vliegt op de twee andere vliegvelden in Spitsbergen: luchthaven Ny-Ålesund Hamnerabben en vliegveld Svea, en gebruikt daarvoor een Dornier Do 228.

## Galerij

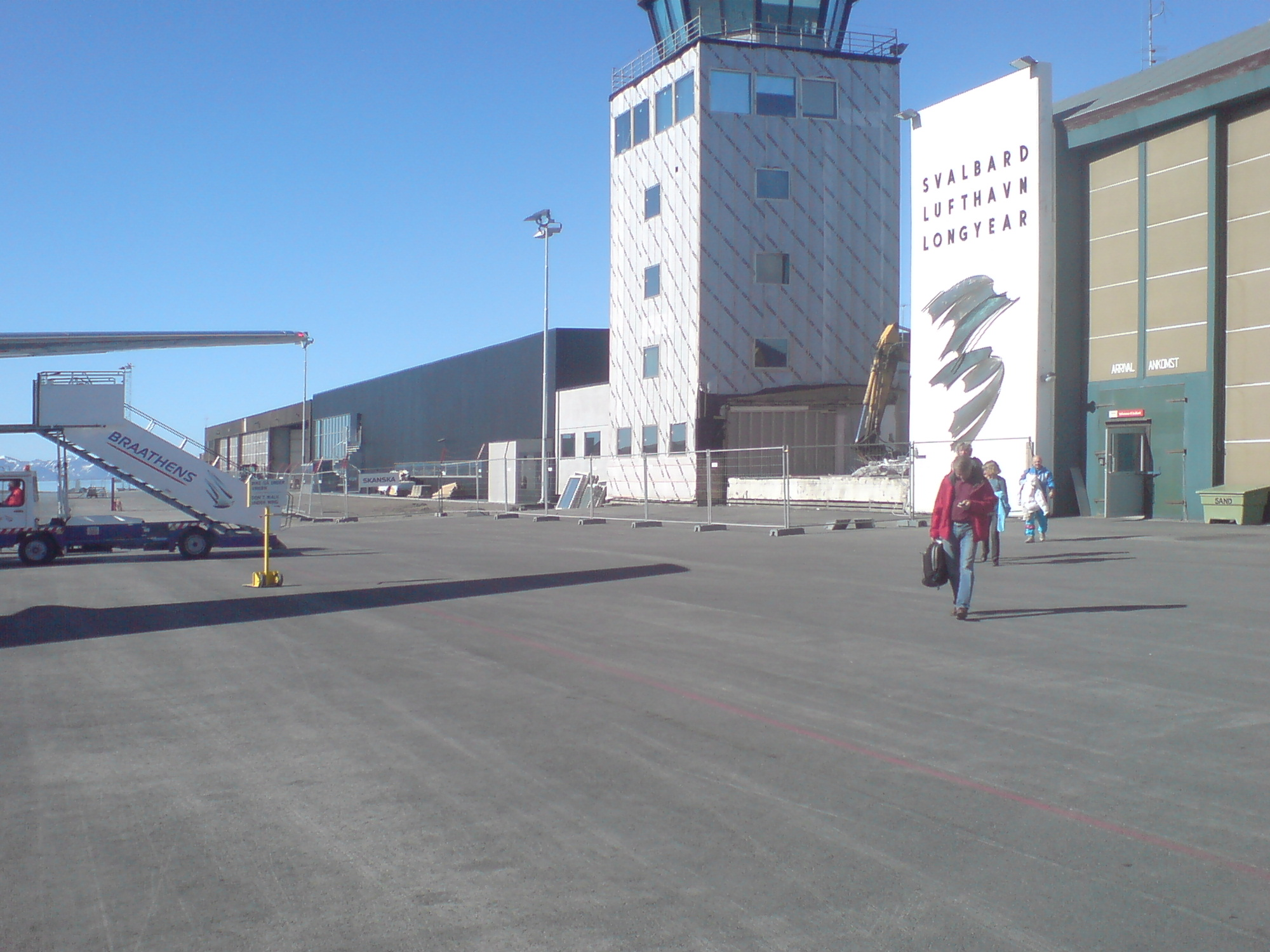
Terminal
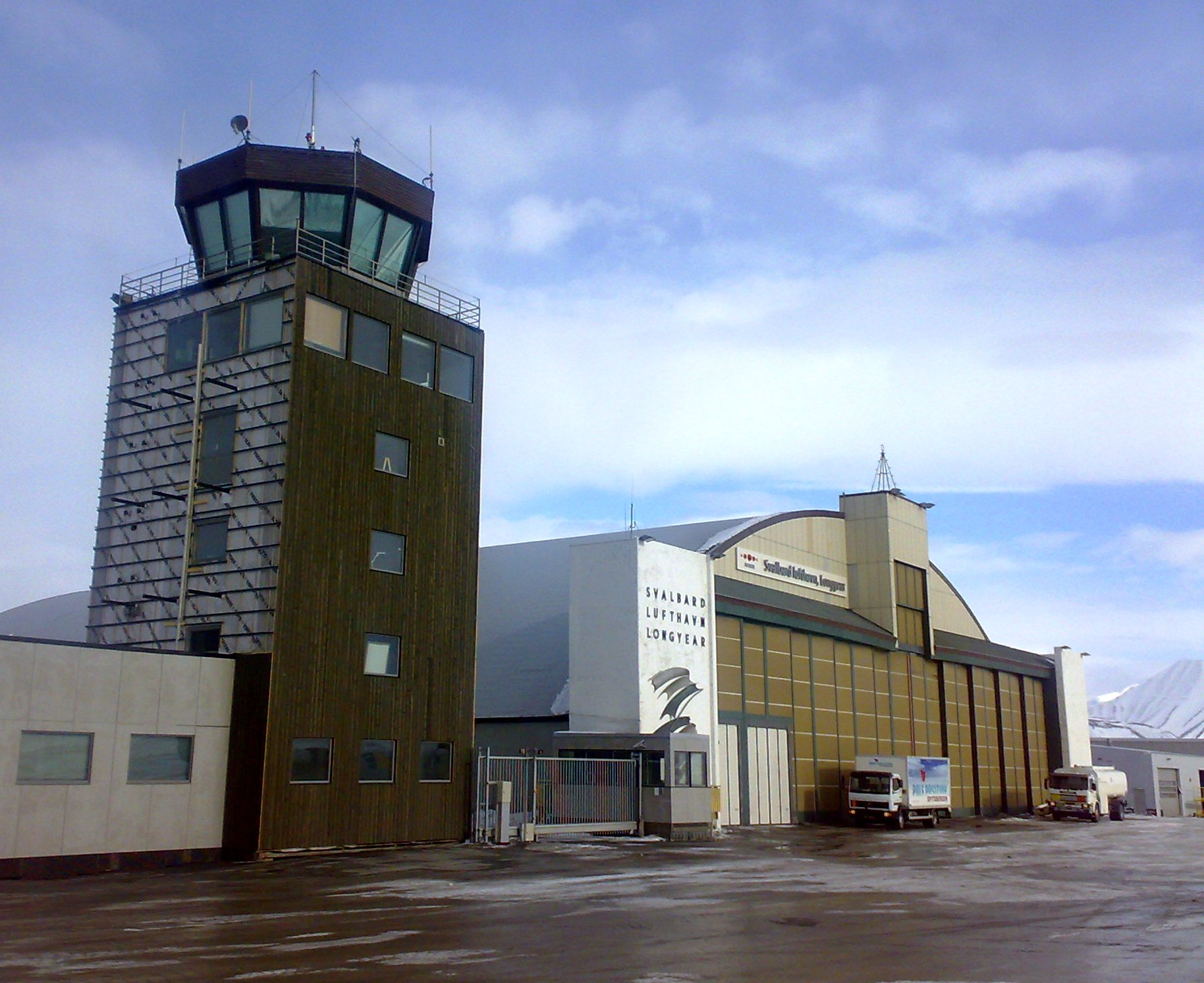
Verkeerstoren